# OC Confidential
OC Confidential é o quarto álbum de estúdio da banda The Adolescents, lançado em 12 de Julho de 2005.

## Faixas
1. "Hawks and Doves" – 2:03
2. "Lockdown America" – 3:32
3. "Where the Children Play" – 2:33
4. "California Son" – 3:31
5. "Guns of September" – 3:18
6. "Pointless Teenage Anthem" – 1:55
7. "Death on Friday" – 3:14
8. "Into the Fire" – 3:59
9. "Within These Walls" – 3:16
10. "Let It Rain" – 3:31
11. "O.C. Confidential" – 3:31
12. "Monsanto Hayride" – 3:43
13. "Find a Way" – 4:20

## Créditos
- Tony Reflex - Vocal
- Frank Agnew - Guitarra
- Steve Soto - Baixo
- Derek O'Brien - Bateria